# Нгуен Лак Хоа, Августин
Августин Нгуен Лак Хоа (вьет. Nguyễn Lạc Hóa, кит.: на кантонском диалекте — Юнь Локфа, на мандаринском Юань Лохуа; 1908 — ок. 1989) — вьетнамский католический священник (китайского происхождения), деятель антикоммунистического движения.

## Биография
Родился 28 августа 1908 года в семье рыбака в китайской провинции Гуандун, близ Тонкинского залива, по другой информации — в городе Монгкай на северо-востоке Вьетнама, где наряду с вьетнамцами проживало много этнических китайцев. Всего в семье было шестеро детей. В 15 лет поступил в семинарию в городе Пакхой (Бэйхай), с 1927 года учился в папском колледже на острове Пинанг, затем вернулся в Китай. Рукоположён в священный сан 17 июля 1935 года в Гонконге. Служил помощником настоятеля прихода на полуострове Лэйчжоу. Весной 1939 года, как старший сын в семье, призван в армию, участник японо-китайской войны. Получил офицерское образование, подготовку в области партизанских действий. К моменту капитуляции Японии имел звание майора. Несмотря на желание вернуться к священническим обязанностям, демобилизован не был, остался на военной службе и в течение ещё трех с половиной лет воевал против китайских коммунистов. Получил звание подполковника.
Уволившись с военной службы, в июне 1949 года смог вернуться в Пакхой (Бэйхай), где был поставлен руководить больницей и сиротским приютом. Когда 5 декабря 1949 года Пакхой был занят коммунистами, сумел покинуть город и, с разрешения священноначалия, перебраться в Индокитай. Однако здесь ему вскоре доставили письмо от епископа, требовавшего вернуться в Пакхой. На вопрос о цели возвращения епископ ответил: «Чтобы умереть». Священник немедленно возвратился в Пакхой и был тут же арестован коммунистическими властями. Содержался в тюрьме, затем переведен под домашний арест, поскольку коммунисты хотели использовать его в пропагандистских целях (см. Движение трёх автономий, в дальнейшем — Патриотическая ассоциация). 16 декабря 1950 года с помощью своих прихожан бежал по морю на лодке во Вьетнам.
Вокруг отца Августина Юня, принявшего вьетнамский вариант своего имени — Нгуен Лак Хоа, начала формироваться община беженцев из Китая. За шесть месяцев с его помощью покинули захваченные коммунистами районы и обосновались во Вьетнаме около 450 семей (2174 человек, включая женщин и детей). Однако обстановка на севере Вьетнама была также неспокойной, поскольку французская колониальная администрация контролировала лишь небольшую часть его территории, а в остальных районах орудовали коммунисты и частные армии религиозных сект. Посетив в поисках более подходящего места южный Вьетнам, а также Лаос и Таиланд, о. Хоа в конце концов решил перевезти свою общину в Камбоджу, что ему удалось сделать с помощью французских властей. Семь лет беженцы провели в провинции Кратьэх, работая в основном на плантациях. Политическая ситуация здесь также постепенно осложнялась. В 1956 году о. Хоа сумел скопить денег на кругосветное путешествие и за полгода объехал 25 стран, однако нигде не нашел потенциального прибежища для более чем 2 тыс. беженцев из Китая. В 1958 году, когда власти независимой Камбоджи признали коммунистическое правительство Китая, община сочла это признаком опасности для себя и приняла решение вновь перебраться на другое место. Те беженцы, кто мог себе это позволить, переселились на Тайвань, а остальные получили, благодаря усилиям о. Хоа, возможность обосноваться в Южном Вьетнаме, в дельте реки Меконг (ок. 450 человек, прибыли на место 17 марта 1959 года; позднее к ним присоединились и другие).
Под руководством о. Хоа поселенцы построили себе жилье (деревня получила название Бинь Хун — вьет. Bình Hưng), занялись сельским хозяйством, а также организовали самооборону от отрядов Вьетконга. Спустя несколько месяцев они получили от южновьетнамских властей огнестрельное оружие (50 винтовок, два легких пулемета и несколько автоматов). После одного из нападений поселок было решено укрепить. В дальнейшем жители Бинь Хун ещё несколько раз получали оружие и боеприпасы от вьетнамского правительства. Также они обучались владению холодным оружием и рукопашному бою. Отряды из Бинь Хун неоднократно переходили от обороны к активным действиям против вьетконговцев.
5 января 1961 года Бинь Хун впервые посетил американский офицер (бригадный генерал Эдвард Лансдейл), убедивший президента Южного Вьетнама Нго Динь Зьема одобрить оказание общине широкомасштабной помощи (оружие, продовольствие, медикаменты, эвакуация раненых). В июне 1961 года отряд получил официальное наименование — корпус самообороны № 1001, став, тем самым, регулярным подразделением армии Республики Вьетнам. Однако командовавший отрядом о. Хоа отказался от какого-либо воинского звания. Он также предложил вместо номера именовать отряд «Морские ласточки» (вьет. Hải Yến), поскольку оперение этих птиц напоминало его чёрную священническую сутану с белым воротничком, а сами они уничтожают вредных насекомых. Денежное довольствие (эквивалентное 12 долларам США в месяц, что было меньше, чем получали бойцы отрядов самообороны в других местах) официально полагалось на 300 человек, остальные — ещё 40 бойцов — получали деньги из личных средств о. Нгуена и помогавшего ему друга Бернарда Ё (англ. Bernard Yoh), гоминьдановского офицера, сотрудничавшего с ЦРУ. Наняты были также несколько сотен местных жителей, представлявших горные племена; к общине присоединились вьетнамцы, искавшие убежища от вьетконговцев. За два года население Бинь Хун увеличилось вчетверо. Был открыт рынок, устроены школа и больница. В результате к середине 1961 года о. Хоа и Бернард Ё, расходовавшие собственные деньги также на обеспечение других нужд жителей Бинь Хун, имели долгов на сумму более чем 100 тыс. долларов. Определённую помощь оказывали американские католические и светские благотворительные организации.
В январе 1962 года, когда Бинь Хун впервые посетил западный журналист, «армия» о. Хоа составляла около 1000 человек, 600 из которых были китайцами с опытом боевых действий на стороне Гоминьдана, а остальные вьетнамцами. За два года они уничтожили ок. 500 вьетконговцев, сами потеряв лишь 27 человек, в основном подорвавшимися на минах. В Бинь Хун содержалось более сотни пленных вьетконговцев (в основном они работали, по пять часов в день, на рисовых полях, а также слушали двухчасовые лекции политического содержания); через некоторое время большинство пленных отпускали, и они возвращались к себе в деревни, откуда их забрали вьетконговцы, а часть из них даже вливалась в общину.
Запрошенные о. Хоа церковные власти не дали ему официального разрешения на его деятельность, но и не высказали возражений, понимая, что от его лидерских качеств и военного опыта зависит жизнь множества людей. К концу 1963 года «Морские ласточки» контролировали порядка 200 км². Из 18 тыс. жителей этой территории лишь около 3700 были католиками. О. Нгуен Лак Хоа сотрудничал с местными буддистскими и каодаистскими лидерами, говоря:

Осуществляя эту операцию, мы не можем делать различие между буддистами и католиками. Если мы сражаемся за свободу, это значит, что мы считаем, что свободны должны быть все люди.
Позднее командование вооруженными силами общины приняли на себя офицеры вьетнамской армии, а за о. Хоа остались функции советника и посредника.
По официальным данным, распространяемым вьетнамскими коммунистическими властями, всего «Морские ласточки» уничтожили 1675 вьетконговцев; эти данные могут быть неполными.
Около 1973 года перебрался на Тайвань, где умер ок. 1989 года.

## Награды
Премия Рамона Магсайсая (1964) в номинации «Общественное служение».